# Mouvement de la fierté nationale bosniaque
Le Mouvement de la fierté nationale bosniaque est une organisation politique nationaliste en Bosnie-Herzégovine. Elle a été fondée le 5 janvier 2009 par des nationalistes à Sarajevo.